# Museo Regional de Antropología Carlos Pellicer Cámara

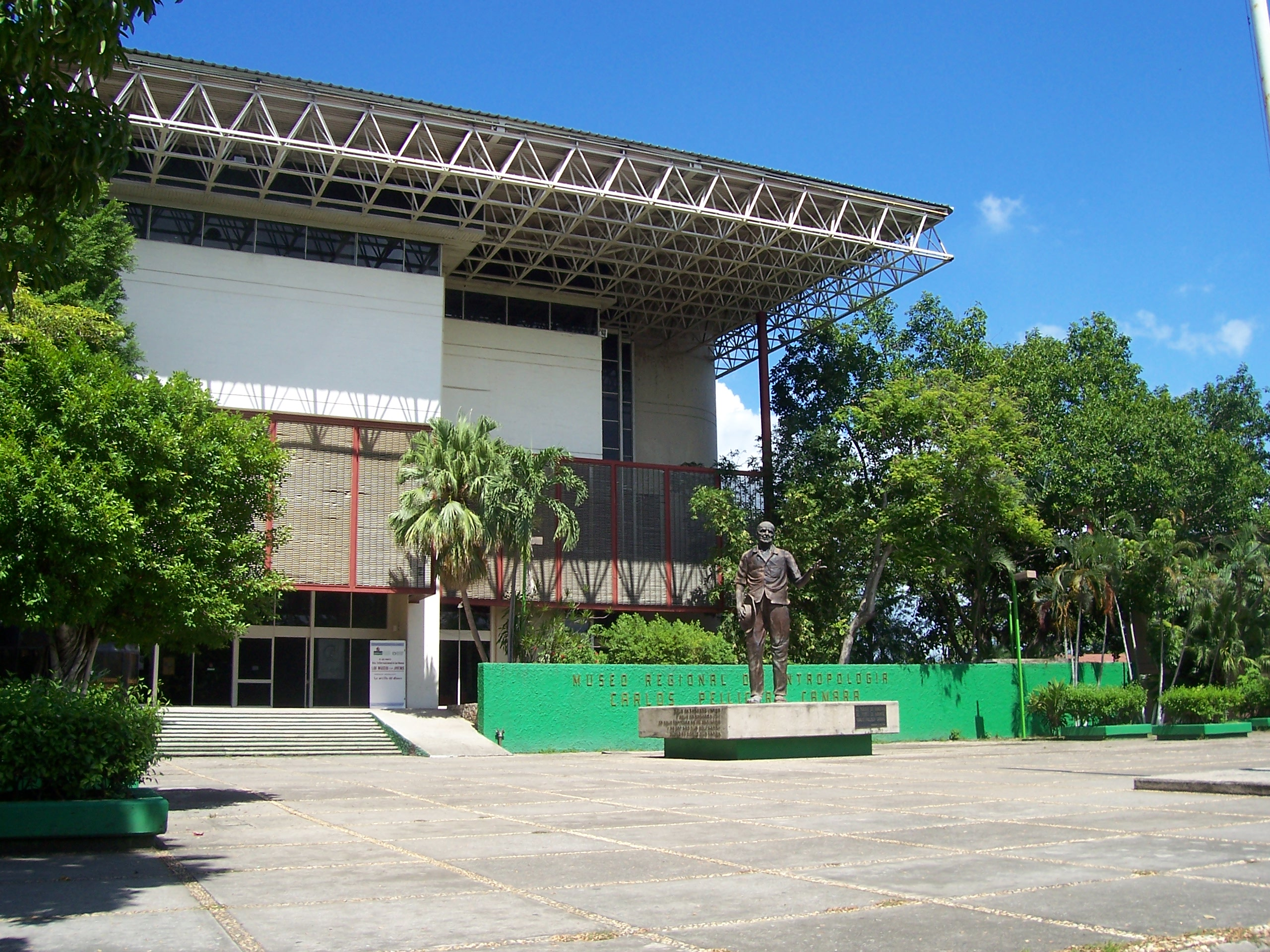
Museo Carlos Pellicer

Das Museo Regional de Antropología Carlos Pellicer Cámara (kurz Museo Carlos Pellicer) ist ein archäologisches Museum in der Stadt Villahermosa im mexikanischen Bundesstaat Tabasco. Neben dem Parque-Museo La Venta ist es das wichtigste Regionalmuseum der Stadt und des Landes.

## Geschichte
Das Museum wurde bereits im Jahr 1950 vom Dichter Carlos Pellicer in seiner Heimatstadt gegründet; der im Jahr 1980 eröffnete Neubau trägt seinen Namen. Nach einer im Jahr 2007 vom Río Grijalva verursachten Überschwemmung blieb es vier Jahre lang geschlossen.

## Sammlung
Das Museum besitzt etwa 10.000 archäologische Fundstücke aus den präspanischen Kulturen Mexikos, doch vorrangig widmet es sich der Zeit der Olmeken (ca. 700–400 v. Chr.) und der Maya (ca. 300–1500 n. Chr.). Sie stammen aus den archäologischen Stätten von La Venta, Moral Reforma, El Tortuguero, der Insel Jaina und anderen Fundorten.

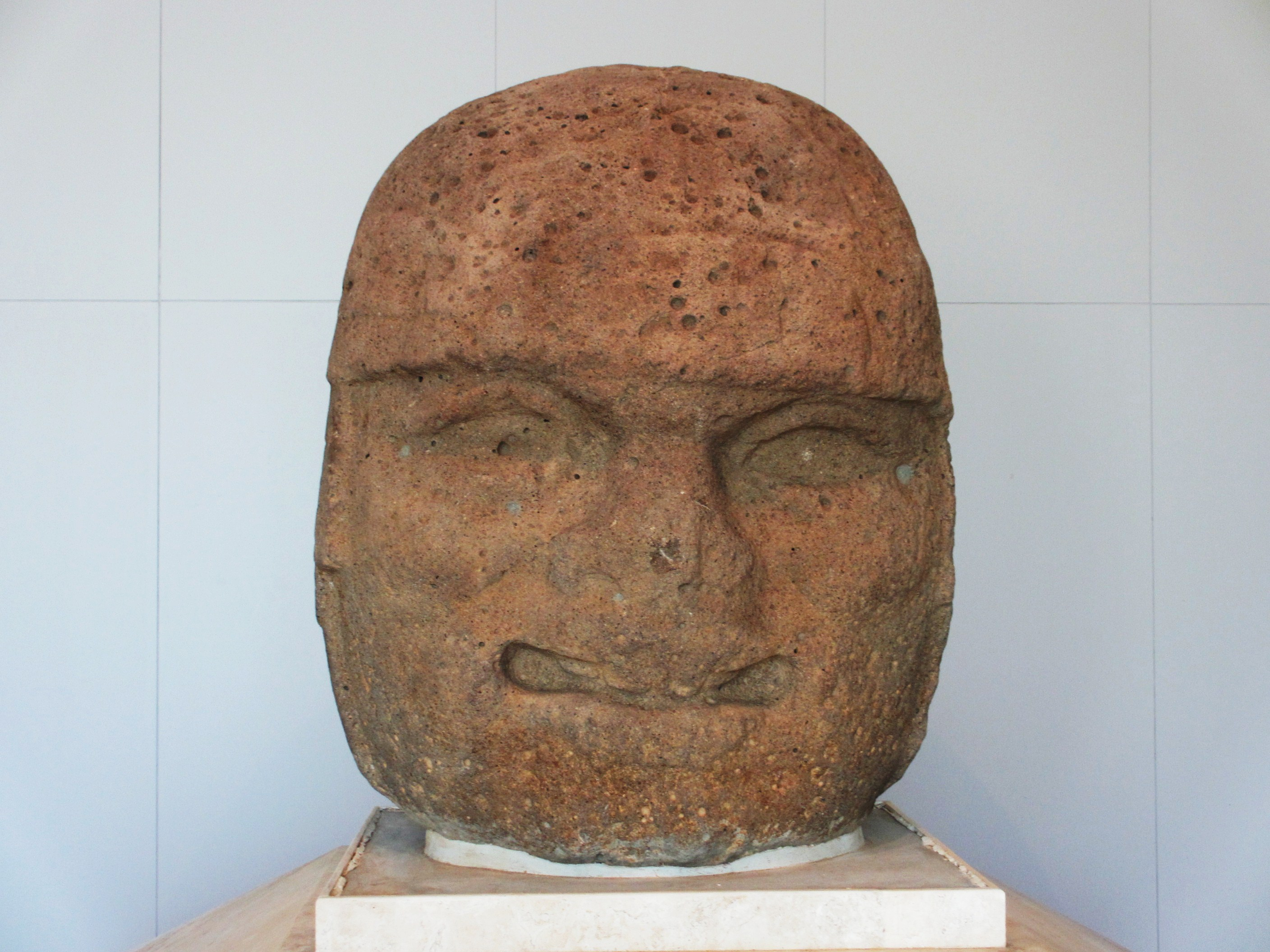
Olmekenkopf
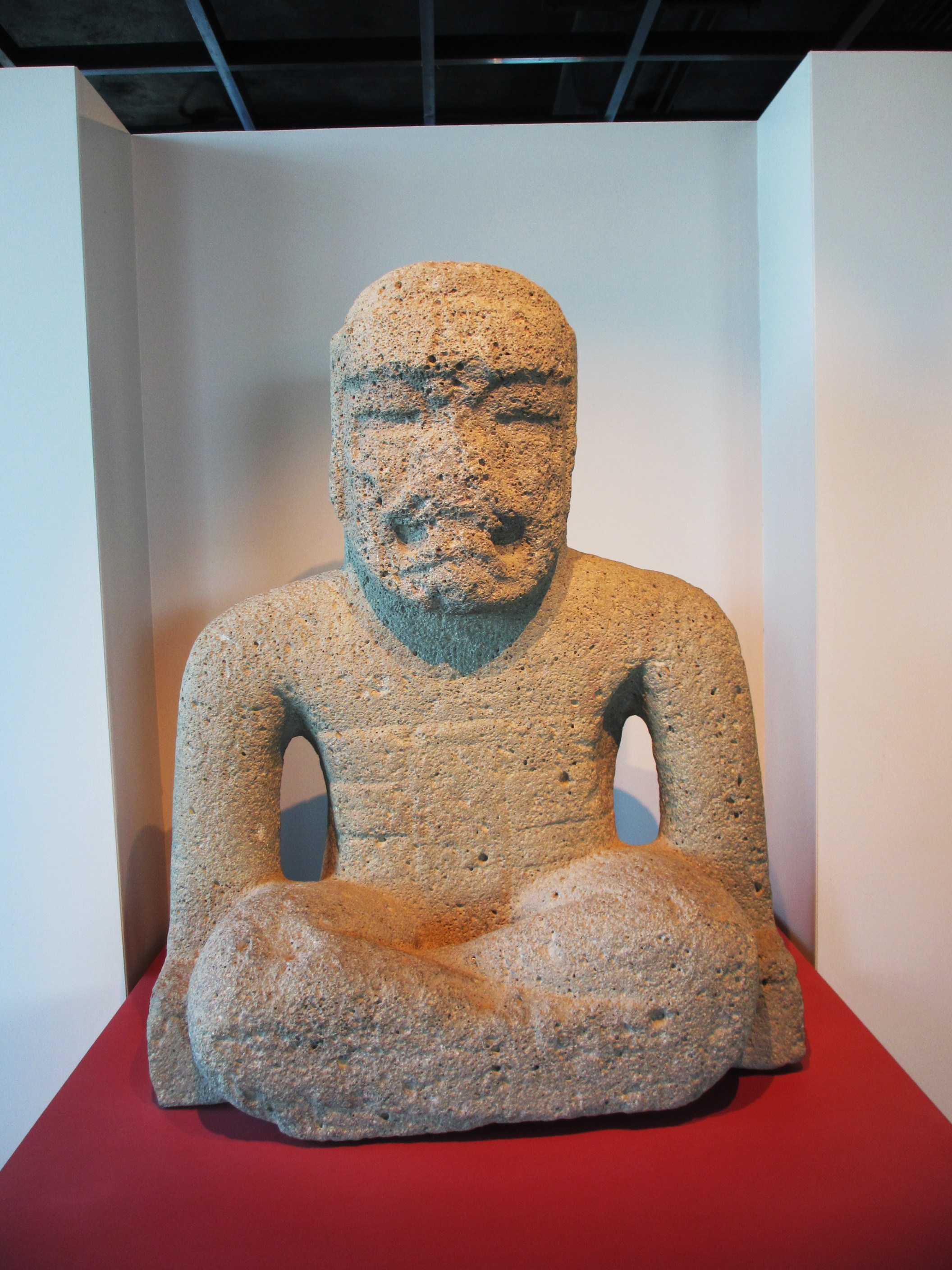
Mann mit Bauchbinde
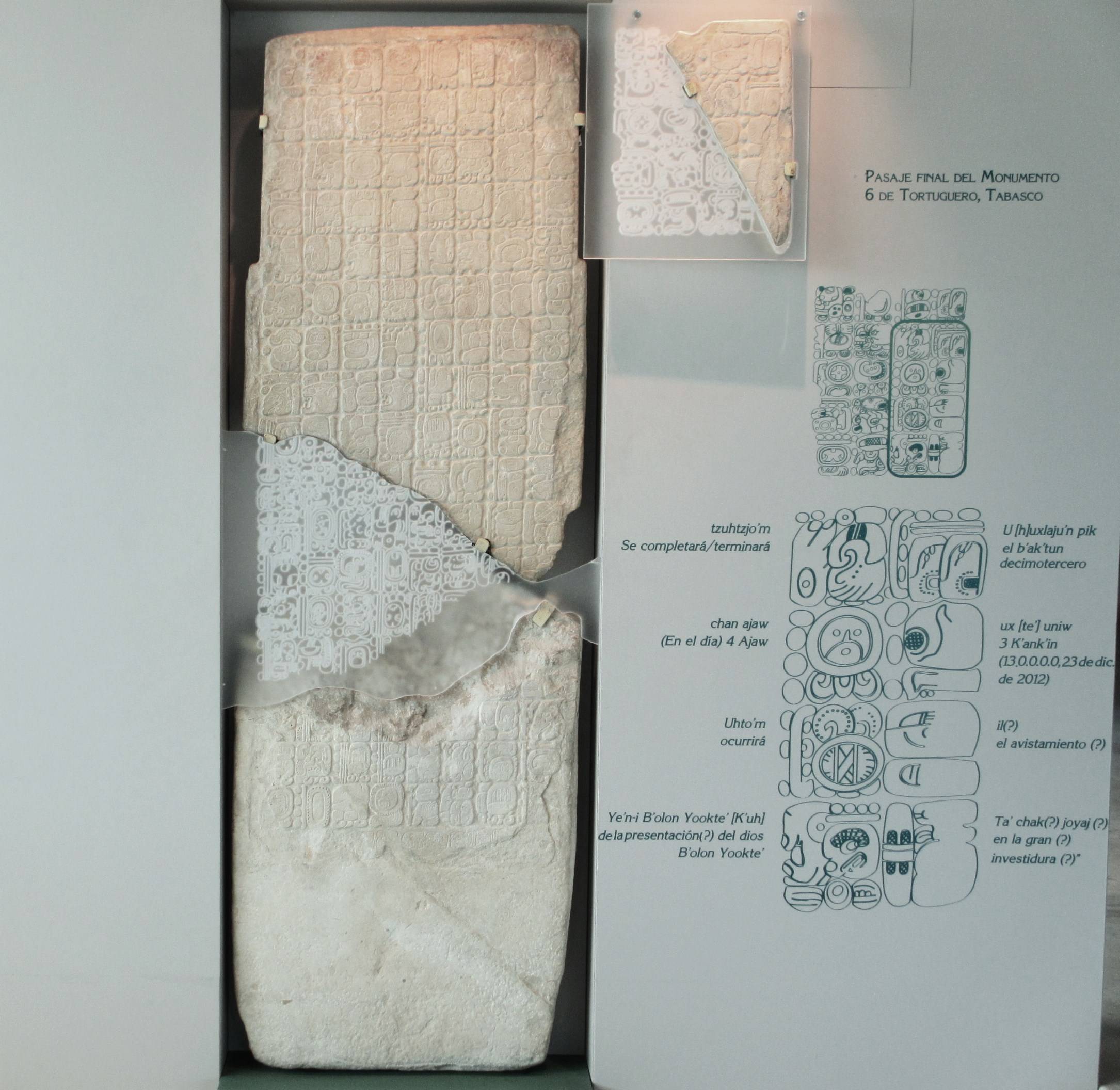
Maya-Stele 6 aus El Tortuguero
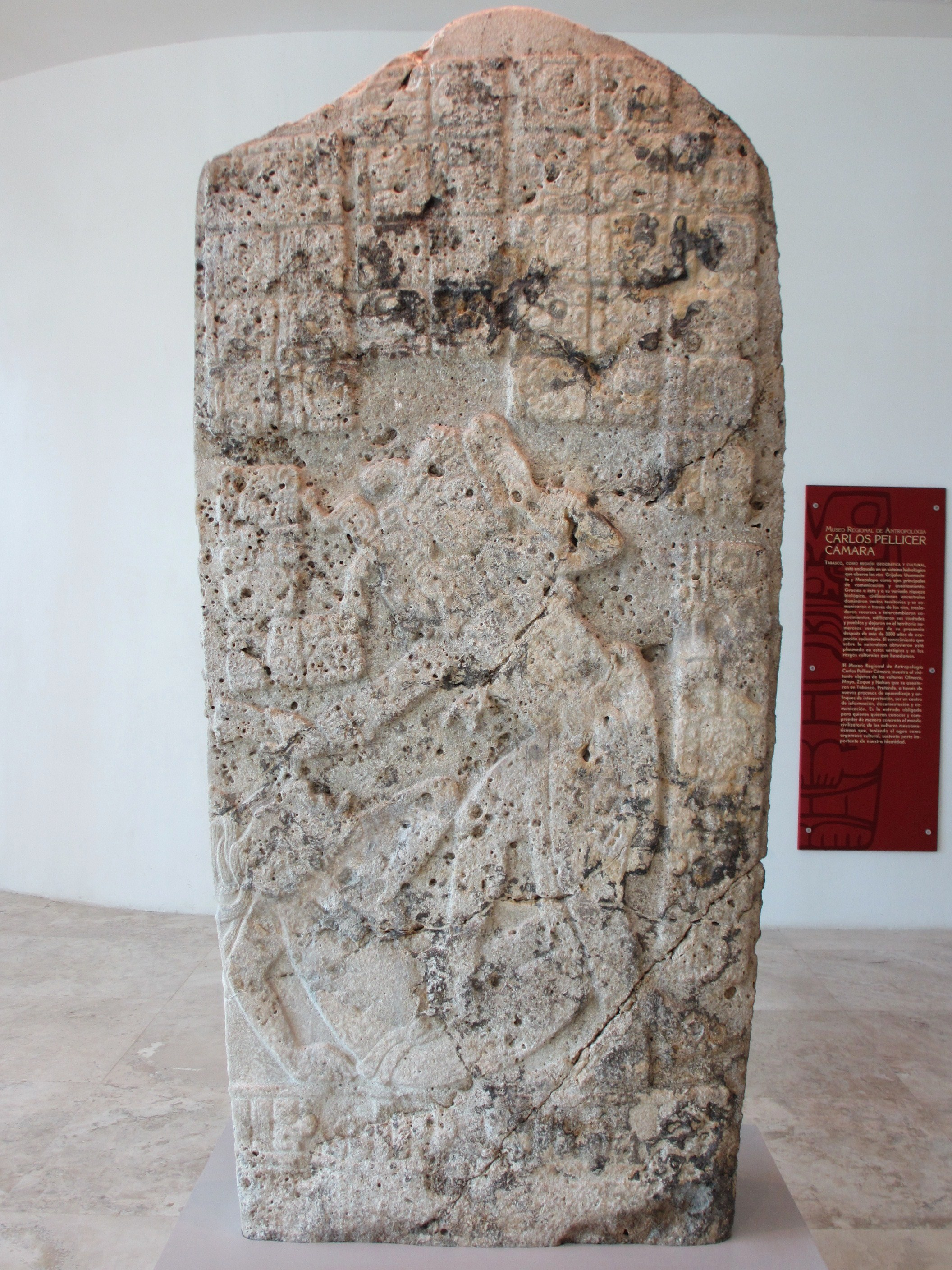
Herrscher und Besiegter aus Moral Reforma
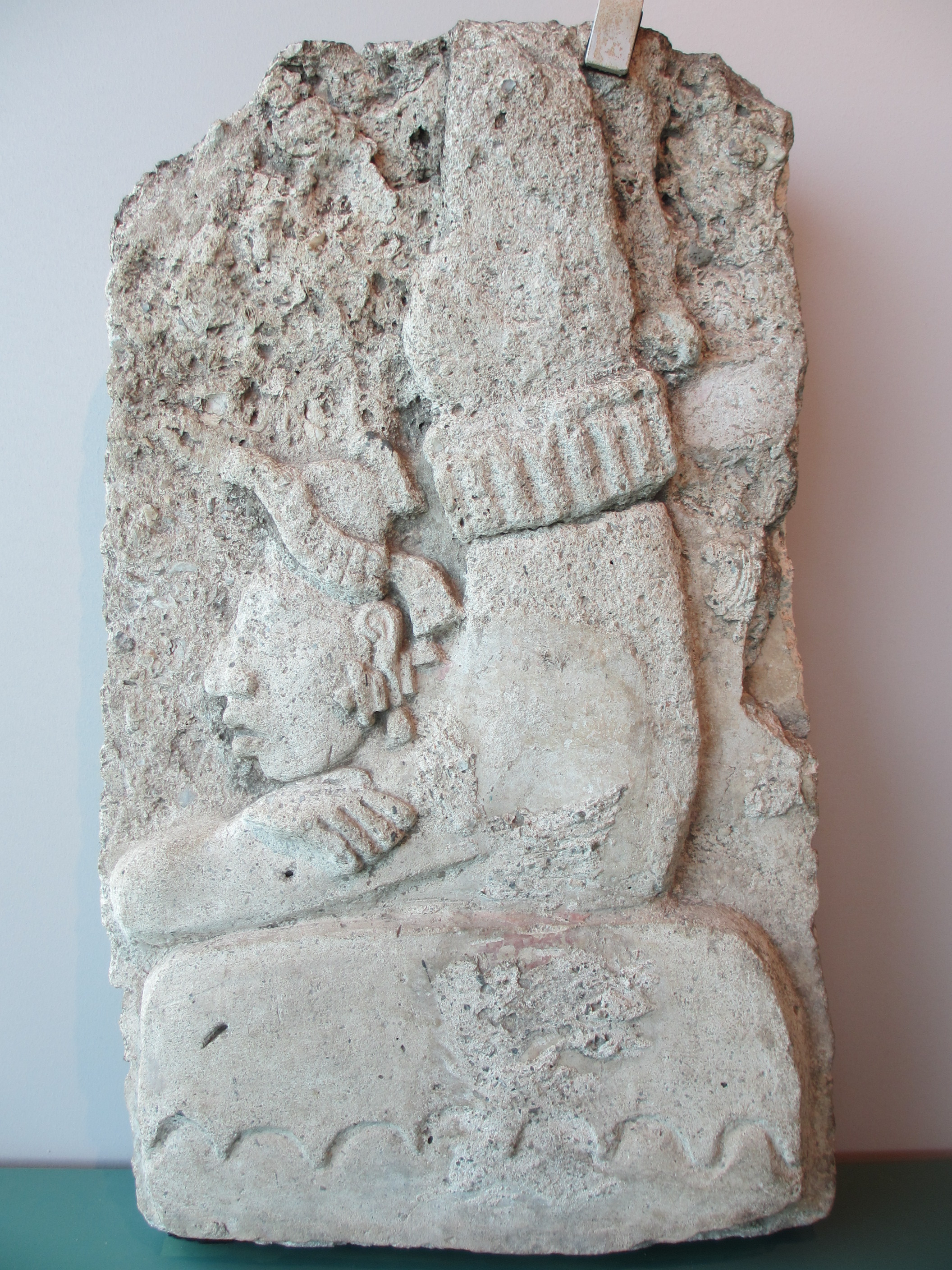
Maya-Akrobat aus El Bellote
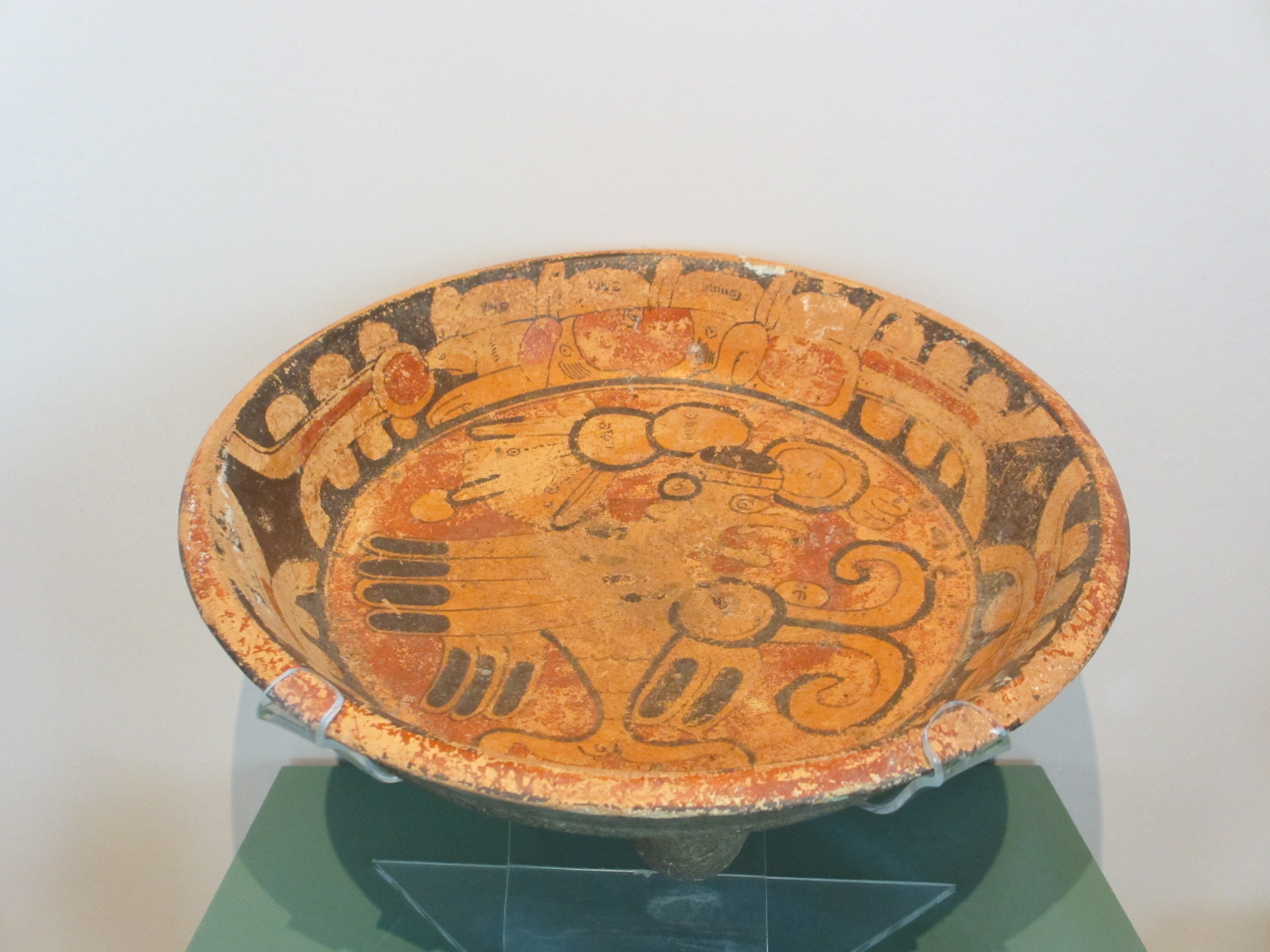
Maya-Keramikschale